# 黑铁山起义指挥部旧址
黑铁山起义指挥部旧址，位于山东省淄博市张店区四宝山街道太平村，是中华人民共和国山东省文物保护单位之一。
1992年6月12日，授予山东省文物保护单位，是一座革命遗址及革命纪念建筑物。